# Nillandschaft

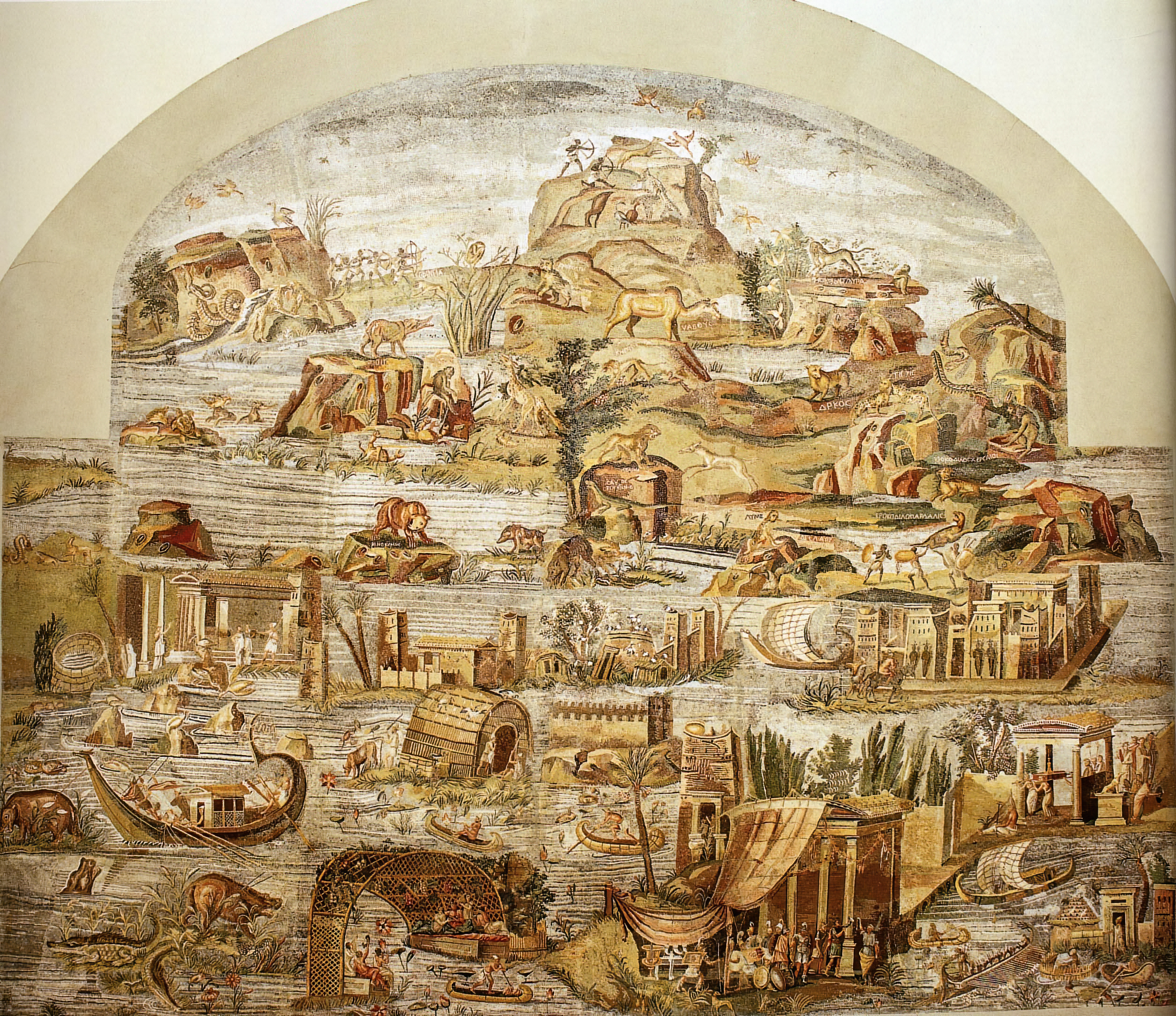
Nilmosaik von Palestrina

Der Begriff Nillandschaft bezeichnet ein Genre der römischen Kunst. Gegenstand sind Darstellungen des Nils zur Zeit der Flut mit der dafür typischen Flora und Fauna, den Bewohnern der Nilufer und ihren Tätigkeiten. Bekanntestes Beispiel ist das im antiken Praeneste (dem heutigen Palestrina) gefundene sogenannte Nilmosaik von Palestrina.

## Forschungsgeschichte
Wie Versluys in seiner Monographie beschreibt, führte die Fokussierung des wissenschaftlichen Interesses auf die Göttin Isis und ihren Kult dazu, dass tendenziell alle Darstellungen mit erkennbaren ägyptischen Bezügen, wie sie z. B. im 18. Jahrhundert zahlreich in den pompejanischen Fresken gefunden wurden, in den Kontext des Isiskultes gestellt wurden. Das heißt, dass überall, wo Darstellungen mit niltypischen Elementen (z. B. Lotosblüten) gefunden wurden, man zu der Annahme neigte, es mit einem Isisheiligtum oder zumindest dem Wohnort eines Isisverehrers zu tun zu haben.
Erst mit den 1970er Jahren begann man diese Annahme zu hinterfragen. Mit der ausführlichen Untersuchung von Paul G. P. Meyboom zum Nilmosaik von Palestrina (1995) ging man dazu über, die Nillandschaften auch in einer dekorativen, von direkten kultischen Bezügen abgelösten Funktion zu sehen. So bei Rauch, die auch von einer „Ägyptenmode“ spricht: Der Themenkreis der Nillandschaften gibt ein durch seine Exotik idealisiertes Land wieder.

## Themen
Nilschwemme und Lotos
Kennzeichnend für das Genre ist natürlich die Darstellung des Nils, vor allem zur Zeit der jährlichen Überflutung. In kleineren Darstellungen oder dort, wo die Technik die Darstellung von Wasser erschwert (z. B. bei schwarz-weißen Mosaiken), wird die Gegenwart von Wasser häufig durch die Lotosblüten angedeutet. Zum Höhepunkt der Flut keimten die zahllosen mit Wasser und Schlamm transportierten Samen des Lotos, dessen Blüten infolgedessen bald in riesigen Mengen das Wasser bedeckten. Nach Zurückgehen der Flut starben die Pflanzen langsam ab. Dadurch wurde der Lotos zum Symbol des Nils und der Nilflut, im Alten Ägypten zum Kennzeichen des Nilgottes Hapi und in hellenistisch-römischer Zeit zum Attribut der mit der Nilflut verbundenen Götter Isis und Osiris.
Tiere
Vier Tierarten sind typische Bestandteile der Nillandschaften: Krokodil, Nilpferd, Ente und Ibis. Vor allem die ersten beiden werden häufig im Kampf mit Pygmäen dargestellt. Man kann die alleinige Darstellung solcher Kämpfe als Subgenre der Nillandschaft betrachten. Enten und Entenjagd waren bereits im Alten Ägypten beliebte Sujets. Teilweise wurden stilistische Besonderheiten aus dieser Zeit auch in den Nillandschaften beibehalten. Der Ibis schließlich war nicht nur der heilige Vogel und Symbol des Gottes Thot, sondern auch typisch für die Zeit der Nilflut, während der er große Brutkolonien an den Ufern des Flusses bildete. Die dargestellte Art ist meist der Heilige Ibis (Threskiornis aethiopicus).
Pygmäen
Wie oben erwähnt, werden Pygmäen (worunter hier kleine, dunkelhäutige und gedrungen wirkende Gestalten zu verstehen sind) häufig im Kampf mit Krokodilen und Nilpferden, manchmal auch mit Vögeln gezeigt. Viele der Szenen haben komische oder groteske Elemente, wozu auch gehört, dass die Pygmäen oft ithyphallisch – also mit übergroßen Penissen – dargestellt wurden.
Alexandria
Zahlreiche Motive verweisen auf Alexandria und seine Umgebung, insbesondere zum einen auf die sumpfigen, schilfbestandenen Ufer des damals noch viel größeren Mareotis-Sees mit den für die armen Bewohner dieser Gegend typischen Schilfhütten und Schilfbooten, zum anderen auf das östlich von Alexandria gelegene Kanopus, vor allem in Augen der Römer der Inbegriff von Luxus und Laster, repräsentiert durch auf Schiffen und in Lauben stattfindende Gelage und sexuelle Begegnungen, die sich weder auf heterosexuelle Paarungen noch auf Paare beschränkten.

## Nilmosaike
Die folgende Liste stellt einen Auszug des in der Monographie von Versluys enthaltenen, 130 Nummern umfassenden Katalogs dar. Viele Werke sind nur in Fragmenten erhalten. Bei den durchaus zahlreichen Fresken mit Nilthemen sind heute häufig durch Verwitterung und Verblassen der Farben Details kaum mehr auszumachen, die nur noch in erhaltenen Aquarellen und Zeichnungen (vorwiegend aus dem 19. Jahrhundert) überliefert sind. In die Auswahl wurden daher Werke aufgenommen, die relativ gut erhalten sind und bei denen das Nilthema zentral ist. Technikbedingt sind das Mosaike.
| Fundort                                                        | heute                                                      | Entstehung      | Bemerkung |
| -------------------------------------------------------------- | ---------------------------------------------------------- | --------------- | --- |
| Israel, Sepphoris (Diokaisarea)                                | in situ                                                    | 500–600         | Spätes Mosaik. Viergeteiltes Mosaik mit Personifikationen Ägyptens und des Nils in den beiden oberen Feldern, im unteren Bereich die Stadt Alexandria sowie zahlreiche Tiere. Der Boden konnte geflutet werden.                    |
| Italien, Collemancio (Ortsteil von Cannara) (Urbinum Hortense) | Museo Nazionale Romano, Rom, 124698                        | 100–200         | Großflächiges Mosaik (62 m2). Ein zentrales Emblem mit fischenden Pygmäen (in dessen Mitte sich ein Wasserabfluss befindet) ist umgeben von einer Nillandschaft, in der Pygmäen jagen und mit Flusspferden und Krokodilen kämpfen. |
| Italien, Palestrina, Heiligtum der Fortuna                     | Museo Nazionale Praenestino, Palestrina                    | 110–120 v. Chr. | Bedeutendste erhaltene Nillandschaft, siehe Nilmosaik von Palestrina |
| Italien, Pompeji, Haus des Fauns, Sommer-Triklinium            | Archäologisches Nationalmuseum Neapel, Neapel, 10323       | 90–80 v. Chr.   | Nilfauna (Enten, Flusspferd, Kobra) |
| Italien, Rom, Region XII, Vigna Maccarani, gegenüber S. Saba   | Museo Nazionale Romano, Rom, 171, früher Museo Kircheriano | 200–300         | Nillandschaft mit Nilpferd, Krokodil und Pygmäen |
| Italien, Tivoli, Villa di Cassio (?)                           | National Museum of Wales, Cardiff, 32.93                   | 150–200         | Ein Segelboot ist auf einen Felsen aufgelaufen. Die Insassen versuchen, das Schiff wieder klarzumachen und gleichzeitig ein Flusspferd und ein Krokodil abzuwehren.                                                                |
| Libyen, Leptis Magna, Villa del Nilo                           | Archäologisches Museum, Tripolis                           | 250–300         | Allegorie des Nilgottes, auf einem Flusspferd reitend |